# Friedrich Joseph Grulich
Friedrich Joseph Grulich (* 15. Dezember 1766 in Rädigke; † 18. November 1839 in Torgau) war ein deutscher evangelischer Theologe.

## Leben
Er war ein Sohn des Pfarrers Adolph Bogislav Grulich und der Rahel Concordia geb. Schmidt. Nach Privatunterricht beim Vater begann Grulich 1787 mit dem Theologiestudium in Leipzig, das er ab 1789 in Jena fortführte. 1793 ging er als Privatlehrer nach Rochlitz. 1795 übernahm Grulich die Pfarrstelle in Niebra. 1809 wechselte er nach Torgau als 2. Diakon an der Marienkirche. Gleichzeitig war er als Prediger am Zucht- und Arbeitshaus tätig. Seinen Tätigkeitsbereich noch mehr erweiternd gab er von 1814 bis 1820 Unterricht an der örtlichen Lateinschule. Von 1828 bis zu seinem Tod 1839 hatte er sodann in Torgau die Stelle des Archidiakons an der Stadtkirche inne.
1795 ging er eine Ehe mit Auguste Henriette Graupner (* 6. September 1777 in Zehista, † 30. Juli 1843 in Torgau) ein, in der vier Söhne und drei Töchter geboren wurden, die zum Teil aber jung verstarben. Sein Sohn Anton (* 19. September 1803 in Niebra, † 16. August 1860 in Elsnig) wurde Pfarrer in Elsnig und ist der Vater des Bibliothekars Oscar Grulich.
Grulich verfasste zahlreiche Schriften mit religiösem, aber auch geschichtlichem Inhalt.

## Werke
- Merkwürdige Rettung aus Lebensgefahren ... (1814)
- Preußens Noth und Rettung aus den Jahren 1806 bis 1815 (1819)
- Christliche Betrachtungen und Gebete (1832)
- Ueber die Ironieen in den Reden Jesu (1838)
- Denkwürdigkeiten der altsächsischen kurfürstlichen Residenz Torgau aus der Zeit und zur Geschichte der Reformation (mit: J. Chr. A. Bürger, 1834, 1855)
- Eine kurzgefasste Chronik von Torgau 1070 bis 1830 (Sammelband, 1855)